# Zhao Qianqian
Zhao Qianqian (chinesisch 趙倩倩, Pinyin Zhao Qianqian; * 27. März 1994) ist eine ehemalige chinesische Tennisspielerin.

## Karriere
Zhao spielte hauptsächlich Turniere auf der ITF Women’s World Tennis Tour, wo sie fünf Titel im Einzel gewinnen konnte.

## Turniersiege

### Doppel
| Nr. | Datum              | Turnier             | Kategorie   | Belag     | Partnerin              | Finalgegnerinnen                             | Ergebnis         |
| --- | ------------------ | ------------------- | ----------- | --------- | ---------------------- | -------------------------------------------- | ---------------- |
| 1.  | 4. Juni 2016       | Scharm asch-Schaich | ITF $10.000 | Hartplatz | Sai Samhitha Chamarthi | Shivika Burman Anastasia Evgenyevna Nefedova | 6:4, 6:0         |
| 2.  | 18. Juni 2016      | Scharm asch-Schaich | ITF $10.000 | Hartplatz | Ana Bianca Mihăilă     | Melissa Ishuan Ifidzhen Petra Januskova      | 7:5, 7:5         |
| 3.  | 29. September 2018 | Anning              | ITF $15.000 | Sand      | Sun Xuliu              | Cho I-hsuan Cho Yi-tsen                      | 6:4, 3:6, [10:6] |
| 4.  | 23. März 2019      | Xiamen              | ITF W15     | Hartplatz | Sun Xuliu              | Tang Qianhui Zhang Ying                      | 6:4, 6:4         |
| 5.  | 21. September 2019 | Anning              | ITF W15     | Sand      | Guo Meiqi              | Ayaka Okuno Holly Verner                     | 7:65, 7:65       |